# Deanna Troi
Komandor Porucznik Deana Troi – fikcyjna postać, bohaterka serialu Star Trek: Następne pokolenie oraz czterech filmów pełnometrażowych z serii Star Trek. Deana Troi odgrywała rolę głównego doradcy na okrętach Enterprise-D i Enterprise-E pod dowództwem kapitana Jean-Luca Picarda. W rolę Troi wcieliła się Marina Sirtis. Jej postać pojawiła się również epizodycznie w trzech odcinkach Star Trek: Voyager.

## Życiorys
Jako pół-Betazoidka posiadała zdolność pozazmysłowej empatii. Jednakże nie mogła czytać w myślach obcych ze strukturą mózgu inną niż u ludzi lub innych Betazoidów np. Ferengi czy Breenów. Tak jak większość Betazoidów, Troi, cechowały telepatyczne zdolności. Ze względu na jej pół-człowieczeństwo posiadała ograniczone możliwości telepatyczne w porównaniu z rodowitymi Betazoidami. Mogła czytać myśli tylko innych Betazoidów, a w szczególności jej matki. Zdolności te były niezwykle cenne na Enterprise. Często stawały się nieocenione w konfrontacjach z wrogo nastawionymi rasami. W szczególności gdy mogła ocenić czy rozmówca mówi prawdę.
Deanna urodziła się 29 marca 2336 roku w pobliżu jeziora El-Nar na Betazed. Była córką oficera Gwiezdnej Floty Iana Andrew Troi (człowiek) i ambasador Lwaxany Troi (Betazoidka). Była drugim dzieckiem owej pary. Jako pierwsza urodziła się Kestra Troi w 2330 roku, która utonęła, kiedy Deanna była jeszcze niemowlęciem. Ogarnięta smutkiem i żalem, Lwaxana usunęła ze swego życia wszystkie dowody na istnienie starszej córki. Przysięgła także nigdy już o niej nie wspominać. Przez to Deanna nie wiedziała nic o swej siostrze aż do 2370 roku, kiedy poznała wspomnienia Lwaxany. 
Jak wymagał betazoidzki zwyczaj, Deanna została w młodym wieku genetycznie połączona z ludzkim mężczyzną imieniem Wyatt Miller. Wyatt był synem Stevena Millera i Victorii Miller, bliskich przyjaciół rodziców Deanny. W związku z tym, dziewczyna miała poślubić Wyatta jak dorośnie. Jako dziecko mieszkała na Betazed. Tam też uczyła się wszystkiego o ludzkiej kulturze od jej ojca. Ian z lubością czytał swej córce opowieści o ziemskim starożytnym Zachodzie. Także słuchała opowieści dziadka (od strony matki), które przekazywał jej telepatycznie. Był tradycjonalistą i bardzo rzadko używał mowy werbalnej. Uważał, że mowa jest dobra dla obcych, którzy inaczej nie potrafią. 
Niestety ojciec Deanny zmarł w 2343 roku, kiedy miała jedynie siedem lat. Mimo tego wspominała go z czułością. Gdy zaszła w ciążę z obcym bytem energetycznym, swoje dziecko nazwała Ian Troi, na cześć swojego ojca. Zgodnie ze sceną usuniętą z odcinka TNG: „The Bonding”, rodzina Troi mieszkała na Betazed, kiedy Ian zmarł. Po jego śmierci Deanna chciała porozmawiać o nim z innymi mieszkańcami, lecz oni odsuwali od niej swe myśli nim zdążyła wypowiedzieć jakiekolwiek słowo.
Deanna Troi wstąpiła do Akademii Gwiezdnej Floty w 2355 roku, a ukończyła ją w 2359 roku ze specjalizacją w psychologii. Na swej ojczystej planecie poznała Williama T. Rikera chorążego, który tam właśnie stacjonował. Ich związek rozpoczął się gdzieś pomiędzy 2357 a 2361 rokiem i trwał kilka lat. Kiedy Riker został przydzielony na USS Potemkin, zaplanowali spędzić razem wakacje na planecie Risa w 2361 roku. Jednakże Will odwołał wspólny wypoczynek po tym, jak awansował na porucznika. W wyniku tego para straciła ze sobą kontakt. Od 2364 roku Troi nosiła rangę komandora porucznika. W tymże roku została przydzielona jako doradca pokładowy na okręcie USS Enterprise-D. 
Najprawdopodobniej Deanna uczestniczyła w kursach Gwiezdnej Floty podczas studiowania na Betazed.